# 竹田浩三
竹田 浩三（たけだ こうぞう、1960年10月9日 - ）は、日本の国土交通官僚、外交官。国土交通省九州運輸局長や、国土交通省大臣官房サイバーセキュリティ・情報化審議官を経て、駐ボツワナ特命全権大使。

## 人物・経歴
兵庫県出身。1984年東京大学経済学部卒業、運輸省入省。1997年大分県企画部総合交通対策局長。2000年運輸省航空局管理部総務課危機管理室長。2001年日本鉄道建設公団国鉄清算事業本部財務部財務第一課長。2002年国土交通省総合政策局観光部企画課国際業務室長。
2003年国際観光振興機構シドニー観光宣伝事務所長。2006年国土交通省政策統括官付政策調整官。2008年関西国際空港総務部長。2011年国土交通省鉄道局鉄道業務政策課長。2012年国土交通省大臣官房参事官（鉄道局担当）。同年国土交通省航空局総務課長。
2013年国土交通省大臣官房審議官（海事局、港湾局、危機管理担当）。2014年国土交通省九州運輸局長。2016年8月1日国土交通省大臣官房サイバーセキュリティ・情報化審議官。
2017年9月から駐ボツワナ特命全権大使を務め、草の根・人間の安全保障無償資金協力サウスイースト地区カーリーヒル中等学校特別支援学級の引渡にあたるなどした。2021年九州旅客鉄道特別参与。同年九州旅客鉄道東京支社次長。同年九州旅客鉄道執行役員東京支社長。東京理科大学専門職大学院教育課程連携協議会委員なども務めた。